# Dent de Perroc
La Dent de Perroc (3.676 m s.l.m.) è una montagna della Catena Bouquetins-Cervino nelle Alpi Pennine. Si trova nel Canton Vallese.

## Caratteristiche
La montagna è collocata nell'alta Val d'Herens tra il vallone che conduce ad Arolla e quello che conduce a Ferpècle. Si trova a nord della Aiguille de la Tsa. Un sottile filo di cresta la collega con la vicina Pointe des Genevois.

## Salita alla vetta
La montagna fu salita la prima volta il 31 agosto 1871 ad opera di A.B. Hamilton, W.R. Rickman, Jean Anzévui e Jean Vuignier.